# Fernando González Rubio
Fernando González Rubio (Santa Marta, Colombia, 1968) es un escalador colombiano. Fue el primer colombiano en alcanzar la cumbre del monte Everest, el más alto del mundo, en 2001. Es el primer colombiano en alcanzar sin oxígeno artificial seis de las catorce cumbres más altas del planeta, por encima de los ocho mil metros, y uno de los pocos hombres del mundo empeñado en escalarlas todas sin oxígeno. En 1999 escaló el monte Cho Oyu, el sexto más alto del mundo; en el 2001 el primer colombiano en conquistar el monte Everest; en el 2004 el monte K2, la segunda montaña más alta del mundo y considerada la segunda montaña más peligrosa; el Nanga Parbat en 2005; el Annapurna y Broad Peak en 2007 y el Dhaulaguiri en 2008. En cada uno de ellos ha levantado con orgullo la bandera colombiana.
En Colombia se ha destacado como escalador de roca y alta montaña. Ha sido aperturista de rutas de alta dificultad en diversos parques de escalada colombianos (Suesca y Machetá, por ejemplo) y ha abierto vías de roca en las grandes paredes orientales de la Sierra Nevada del Cocuy. 
Líder y creador del proyecto Colombia en las Cimas del Mundo. Su proyecto es llevar la bandera de Colombia a las 14 montañas más altas del mundo; todas están ubicadas en el continente asiático en las cordilleras del Himalaya y el Karakorum, escalarlas es reconocido a nivel internacional como uno de los más importantes retos para el deporte del montañismo.
Es experto en diseño y organización de expediciones de larga duración así como de cursos de escalada en roca y alta montaña. Tiene el conocimiento y la habilidad para diseñar cursos de seguridad industrial en trabajos verticales y evacuaciones.
Cuenta con habilidades importantes para la construcción de juegos de altura dirigidos a grupos que estén interesados en desarrollar experiencias vivenciales que se conviertan en herramientas educativas para trabajar principios de liderazgo, toma de decisiones, autonomía, trabajo en equipo, etc.
Cuenta con experiencia en apoyo estratégico para, tomas difíciles de cámaras de video y cine que impliquen suspensión de camarógrafos o como doble para escenas extremas.
Es experto en rescate de heridos en terreno vertical y montañoso.
Fue campeón nacional en el año 1990 y el año 1994, en los eventos de competencia en muro artificial organizados por la federación colombiana de Montañismo y escalada
Gracias a su carrera, ahora se desempeña en su proyecto Colombia en las Cimas del Mundo y como conferencista; Analogía clara entre la experiencia de Fernando Gonzalez-Rubio y los valores corporativos de algunas empresas como son el trabajo en equipo, la disciplina, la perseverancia, los cambios, la paciencia, autonomía, liderazgo, la fuerza y el amor.

## Cronología de sus cumbres
- Manaslu 8156 msnm: en 1998 expedición realizada por un equipo de escaladores colombianos, donde muere su amigo y compañero Lenin Granados; descendiendo después de un intento fallido a la cumbre; el equipo desprendió una avalancha con la que éste escalador se fue.
- Cho Oyu 8201 msnm: sin oxígeno en 1999. Expedición en honor a Lenin Granados donde 6 logran la cima.
- Everest 8.848: con oxígeno en el 2001.
- Broad Peak 8047 msnm: sin lograr cumbre en el 2002.
- K2 8611 msnm: sin oxígeno en el 2004. Está mítica montaña, altamente técnica y peligrosa, que es considerada como una gran conquista para cualquier escalador le da el reconocimiento a nivel nacional e internacional.
- Manaslu 8156 msnm: intento por segunda vez sin cumbre 2005.
- Nanga Parbat 8125: sin oxígeno en el 2005. Logra el apoyo de importantes marcas patrocinadoras.
- Kanchenjunga 8586 msnm: en el 2006. A la altura de 8400 msnm decide descender por las condiciones climáticas; está montaña no le da la cumbre pero le da inicio a una lección de vida que afirmará su confianza en su maestro interior.
- Naranjo de Bulnes altitud de 2.519 msnm: escalada en roca en el 2007. Aunque no es el pico más alta de la cordillera Cantábrica; es considerada una cumbre emblemática del alpinismo español
- Shisha Pangma 8.027 msnm: cara sur , no cumbre en el 2007.
- Annapurna 8091 msnm: sin oxígeno en el 2007. Montaña que en las últimas estadísticas se gana el adjetivo de la más peligrosa y la menos ascendida de todos los ocho miles
- Broad Peak 8047 msnm: sin oxígeno en el año 2007.
- Dhaulagiri 8167 msnm: sin oxígeno en el 2008.
- Makalu 8463 msnm: en el 2008. Donde decide bajar a los 8000msnm. Después de 20 días de la cumbre del Dhaulagiri.
- Gasherbrum I 8068 msnm: sin cumbre.

## Rutas Abiertas en Colombia
Parque Sierra Nevada del Cocuy Ritacuba Blanco 2009 ruta de 800 m; cara oriental junto con Matteo mazzieri y Hernan Wilke – Técnica gran pared 
Parque Sierra Nevada del Cocuy Ritacuba Blanco 2009 cara oriental con el ecuatoriano Chapico Cáceres- Escalada gran pared alpina
Parque Sierra Nevada del Cocuy Ritacuba Blanco 2010 cara oriental Técnica gran pared junto con los italianos Helmut Gargitter Simón Khener y el venezolano Ivan Calderon. Ganadores de 4 nominaciones de 5, en el festival del cine de Montaña en Venezuela
Es creador de más de 200 vías de alta dificultad en el Parque de escalada de las Rocas de Suesca, cuna de los mejores escaladores de roca en Colombia